# آلن پولیدو
آلن پولیدو ایزاگیره (اسپانیایی: Alan Pulido Izaguirre‎؛ زاده ۸ مارس ۱۹۹۱) یک بازیکن فوتبال اهل مکزیک است که به عنوان مهاجم برای اسپورتینگ کانزاس‌سیتی بازی می‌کند.